# The Good Doctor
The Good Doctor är en amerikansk TV-serie baserad på den sydkoreanska serien med samma namn. Serien hade premiär 25 september 2017 på ABC.
Serien förnyades för en sjunde säsong i april 2023.

## Handling
Serien följer Shaun Murphy, en ung autistisk kirurg med Savant-syndrom från den lilla staden Casper, Wyoming, där han hade ett oroligt förflutet. Han flyttar till San Jose, Kalifornien, för att arbeta på det prestigefyllda San Jose St. Bonaventure Hospital.

## Rollista (i urval)

### Huvudroller
- Freddie Highmore – Shaun Murphy
- Nicholas Gonzalez – Neil Mendelez
- Antonia Thomas – Claire Browne
- Chuku Modu – Jared Kalu
- Beau Garrett – Jessica Preston
- Irene Keng – Elle McLean
- Hill Harper – Marcus Andrews
- Richard Schiff – Aaron Glassman
- Tamlyn Tomita – Allegra Aoki

### Återkommande roller
- Dylan Kingwell – Steve Murphy
- Paige Spara – Lea Dilallo
- Eric Winter – Matt Coyle
- Christina Chang – Audrey Lim
- Marsha Thomason – Isabel Barnes
- Fiona Gubelmann – Morgan Reznick
- Will Yun Lee – Alex Park